# Soccer Mommy
Sophie Allison es una cantautora estadounidense de Nashville, Tennessee. Es la líder de la banda de indie rock "Soccer Mommy".

## Biografía
Allison nació en Suiza y se crio en Nashville, Tennessee. Ingresó en la Escuela de Artes de Nashville, donde estudió guitarra y tocó en una banda de swing.
Empezó a tocar guitarra a los seis años. Todavía en la secundaria, Allison tocó su primer concierto como Soccer Mommy en Bushwick, Brooklyn, y poco tiempo después consiguió un contrato discográfico con Fat Possum Records. Abandonó sus estudios en 2017 para regresar a Nashville y continuar con su carrera musical.
Desde que empezó su carrera como Soccer Mommy, Allison ha publicado dos álbumes de estudio. El primero, For Young Hearts, fue publicado en 2016. Su segundo disco, Collection, fue lanzado al mercado un año después por Fat Possum. Clean, su tercer trabajo y álbum debut, fue publicado el 2 de marzo de 2018.
Ha salido de gira con Stephen Malkmus and the Jicks, Mitski, Kacey Musgraves, Jay Som, Slowdive, Frankie Cosmos, Liz Phair, Phoebe Bridgers y otros. Recientemente se reunió con Paramore y Foster the People para realizar una gira en 2018.

## Influencias
Allison cita como influencias a los músicos Natalie Imbruglia, Mitski,  Slowdive, The Chicks, Taylor Swift,  Liz Phair y Avril Lavigne,  así como a las ciudades de Nashville y Nueva York.
Under My Skin de Lavigne fue el primer CD que tuvo.
Allison ha dicho que su música está influenciada por la música pop y se esfuerza por incluir elementos pegadizos en sus canciones.

## Impacto y reconocimiento
El álbum debut de Soccer Mommy,  "Clean", lanzado en 2018, fue recibido con aclamación crítica por diversos medios especializados como Albumism, NME, The Independent y AllMusic, apareciendo también en diversos listados de los mejores álbumes del año. De igual forma, consolidó la carrera de Sophie Allison como cantautora y la introdujo a un nuevo público.
La revista Rolling Stone colocó el álbum en el número 78 de su lista de "Los 100 mejores álbumes de la década del 2010". De igual manera, la revista Pitchfork incluyó el álbum en su lista de "Los 200 mejores álbumes de la década del 2010".
Su segundo álbum de estudio lanzado en 2020 titulado "Color Theory", fue catalogado como uno de los mejores álbumes del año por diversos medios especializados.

## Discografía

### Álbumes de estudio
- Clean (2018, Fat Possum)
- Color Theory (2020, Loma Vista)
- Sometimes, forever (2022, Loma Vista)

### Otros lanzamientos
- Collection (2017, Fat Possum)
- For Young Hearts (2016, Orchid Tapes)
- Songs From My Bedroom (2016, Soccer Tapes)
- Songs For The Recently Sad EP (2015)
- Blossom (Demo)/Be Seeing You (2019)